# La Fièvre de Petrov
Pour plus de détails, voir Fiche technique et Distribution.
La Fièvre de Petrov (Петровы в гриппе) est un film dramatique franco-helvético-russe réalisé par Kirill Serebrennikov, sorti en 2021.
Il s'agit d'une adaptation cinématographique du roman Les Petrov, la Grippe, etc. d'Alexeï Salnikov, publié en russe 2016 et traduit par Véronique Patte en 2020 aux éditions des Syrtes.

## Synopsis
Petrov est un auteur de bandes dessinées séparé de sa femme. Affaibli par une fièvre, il fait une virée alcoolisée avec son ami Igor.

## Fiche technique
Sauf indication contraire, les informations mentionnées dans cette section peuvent être confirmées par la base de données cinématographiques IMDb,  présente dans la section « Liens externes ».
- Titre original : Петровы в гриппе, Petrovy v grippe
- Titre français : La Fièvre de Petrov[3]
- Réalisation : Kirill Serebrennikov
- Scénario : Kirill Serebrennikov, d'après le roman d'Alexeï Salnikov
- Photographie : Vladislav Opeliants (ru)
- Décors : Vladislav Ogaï
- Montage : Iouri Karikh
- Sociétés de production : Logical Pictures, Charades Productions (France), Arte France Cinéma (France), Hype Film (Russie), Bord Cadre (Suisse), Razor Film (Allemagne).
- Pays de production :  Russie,  France,  Suisse
- Langue originale : russe
- Format : couleur et noir et blanc
- Genre : drame
- Durée : 145 minutes
- Dates de sortie :
  - France : 12 juillet 2021 (Festival de Cannes 2021) ; 1er décembre 2021 (sortie nationale)
  - Russie : 9 septembre 2021
- Classification :
  - France : Interdit aux moins de 12 ans lors de sa sortie en salles et à la télévision
  - Russie : Conseillé aux plus de 18 ans

## Distribution
- Semion Serzine (ru) : Petrov
- Tchoulpan Khamatova : Petrova
- Youri Kolokolnikov : Igor
- Ivan Dorn (ru) : Sergueï
- Anna Narinskaïa (ru)
- Nikolaï Koliada (ru)

## Production
L'information selon laquelle Kirill Serebrennikov commençait à travailler sur l'adaptation de Les Petrov, la Grippe, etc. a été connue en mai 2019. Serebrennikov a écrit le scénario lui-même. La société russe Hype Film produit le film en coopération avec Logical Pictures, Charades (France) et Bord Cadre (Suisse). Le tournage commence dans le courant de l'année. Les Petrov sont joués par Semion Serzine (ru) et Tchoulpan Khamatova. En décembre 2019, il est communiqué qu'un autre acteur de la distribution est Ivan Dorn (ru).

## Sortie

### Accueil
En France, le site Allociné recense une moyenne des critiques presse de 3,7/5.

## Distinction

### Sélection
- Festival de Cannes 2021 : en compétition officielle